# مجموعة بايك
مجموعة بايك (رسميا بكين لصناعة السيارات القابضة المحدودة ) هي شركة صينية مملوكة للدولة وشركة قابضة للعديد من مصنعي السيارات والآلات تقع في بكين ، الصين .
تشمل الشركات التابعة لها الشركة المصنعة لسيارات الركاب بايك موتور. صانع مركبات عسكرية و سيارات الدفع الرباعي ، باو ؛ وصانع الشاحنات والحافلات والمعدات الزراعية ، فوتون للسيارات . كما تصنع بايك سيارات هيونداي ومرسيدس ذات العلامات التجارية للبيع في السوق الصينية من خلال مشروعي بكين هيونداي وبكين بنز المشتركين (لشركة بايك موتور).
غالبًا ما يتم تصنيفها على أنها خامس أو رابع أكبر صانع سيارات صيني من حيث الحجم وتفتخر بالعديد من المشاريع المشتركة الناجحة لسيارات الركاب مع الشركات الأجنبية. ومع ذلك ، فإن نسبة كبيرة من إنتاجها هي المركبات الزراعية والتجارية والعسكرية.
في عام 2014 ، جعل تصنيع 2.25 مليون مركبة كاملة ، تعتبر مجموعة بايك رابع أكبر منافس بين المنافسين المحليين على الرغم من أنها احتلت المرتبة الثانية من حيث إنتاج المركبات التجارية.

## انظر أيضّاً
- صناعة السيارات في الصين
- بايك موتور
- بايك بلوبارك
- أركفوكس
- ستيلاتو

## روابط خارجية
- الموقع الرسمي
- (BAICIEC) شركة بكين لاستيراد وتصدير السيارات
- ( BAW ) شركة بكين للسيارات المحدودة (BAW)